# Alexis Kagame
Pour les articles homonymes, voir Kagame (homonymie).
 (janvier 2019).
 (août 2023).
 (novembre 2021).
Si vous disposez d'ouvrages ou d'articles de référence ou si vous connaissez des sites web de qualité traitant du thème abordé ici, merci de compléter l'article en donnant les références utiles à sa vérifiabilité et en les liant à la section « Notes et références ».
L'abbé Alexis Kagamé, né le 15 mai 1912 à Kiyanza (Rwanda) et mort le 2 décembre 1981 est un prêtre catholique rwandais, poète, philosophe, essayiste, linguiste, historien, professeur d'université. 

## Biographie

### Enfance et formation
Alexis Kagame est né le 15 mai 1912 à Kiyanza, près de Remera y’Abaforongo, dans l’ancienne préfecture de Kigali, au Rwanda. Il est issu du lignage des Abahabwa, appartenant au clan des Abasinga. Sa famille aurait immigré au Rwanda depuis le Ndorwa (actuellement situé au nord de la province de Byumba), probablement vers la fin du XIXᵉ siècle ou au début du XXᵉ siècle1. 
Le jour de sa naissance, les autorités coloniales allemandes exécutent un umutwa nommé Basebya, accusé de s’être opposé au roi Yuhi V Musinga et à la domination allemande, en compagnie d’un umututsi nommé Ndungutse. En hommage à ce résistant, le père de Kagame, Bitahurwina, donne à son fils le nom de Basebya. Ce nom, mal perçu dans l’entourage familial en raison de son association avec la caste marginalisée des Twa, est rejeté par sa mère. Il reçoit alors le nom de Bagirishya, qu’il abandonne par la suite pour adopter définitivement le nom de Kagame. Ce pseudonyme sera aussi utilisé dans ses écrits ultérieurs2.

### Formation et vocation religieuse
À l’âge de 12 ans, il entre au catéchuménat de Nganzo, dans la chefferie de Kibari (préfecture de Ruhengeri). Sans avoir suivi d’études primaires, il est admis en 1927, à l’âge de 15 ans, à l’École officielle pour les chefs de Ruhengeri. Il est baptisé le 30 septembre 1928 à la mission catholique de Rwaza, puis intègre le Petit Séminaire Saint-Léon de Kabgayi, où il se distingue par ses talents intellectuels. Il termine ses études secondaires en 1933 et poursuit ses études de philosophie et de théologie au Grand Séminaire de Kabgayi.
En 1938-1939, il effectue son année de probation en tant que professeur de français au Noviciat des Frères Joséphites de Kabgayi, tout en occupant la fonction de rédacteur en chef du journal Kinyamateka, où paraissent ses premiers essais littéraires. Dès 1936, il est autorisé par ses supérieurs à consacrer ses temps libres à la recherche sur l’histoire et la littérature rwandaises. Cette même année, à l’occasion d’une présentation au séminaire en présence du roi Mutara III Rudahigwa, Kagame impressionne ce dernier par sa connaissance des traditions orales. Le roi lui promet alors l’accès aux meilleurs conteurs du royaume, ce qui lui permettra de découvrir et de documenter la poésie héroïque et dynastique du Rwanda.
Il est ordonné prêtre le 25 juillet 1945.

### Études universitaires et production intellectuelle
En septembre 1952, Alexis Kagame est envoyé à Rome pour y poursuivre ses études supérieures. Il y soutient, en 1955, une thèse de doctorat en philosophie intitulée La philosophie bantu-rwandaise de l’être3. Dès lors, en parallèle de ses fonctions pastorales, il se consacre à la recherche scientifique, à l’enseignement et à la rédaction d’ouvrages.
Alexis Kagame est l’auteur de nombreux livres et de plusieurs centaines d’articles traitant de la philosophie, de l’histoire, de la linguistique et de la culture rwandaise.

### Famille
Il est l’oncle issu de germain de Landoald Ndasingwa, homme politique rwandais, et de Louise Mushikiwabo, ancienne ministre des Affaires étrangères du Rwanda et actuelle secrétaire générale de l’OIF.

### Parcours professionnel
Alexis Kagame commence sa carrière en 1938, au cours de son année de probation, en tant que professeur de français au Noviciat des Frères Joséphites de Kabgayi et rédacteur au journal Kinyamateka, où il publie ses premiers essais littéraires12.
Après son ordination sacerdotale en 1945 (et non en 1941 comme parfois rapporté), il exerce brièvement son ministère pastoral à la mission de Muramba, dans l’ancienne préfecture de Gisenyi. En mai 1947, il est nommé à la mission de Gisagara, tout en poursuivant ses activités éditoriales. Il devient rédacteur en chef, puis en 1950, directeur du journal Kinyamateka, principal organe de presse catholique du pays.
De 1952 à 1955, il poursuit des études à l’Université pontificale grégorienne de Rome, où il obtient un doctorat en philosophie. De retour au Rwanda, il entame une carrière d’enseignant dans plusieurs institutions :
- Professeur d’histoire et de philosophie au Groupe scolaire de Butare
- Professeur de littérature rwandaise au Petit Séminaire de Kansi
- Professeur à l’Institut catéchétique africain de Butare

De 1966 à 1973, il occupe le poste de recteur du Petit Séminaire de Kansi. Dès 1967, il assure également des enseignements dans l’enseignement supérieur :
- Professeur d’histoire et de littérature rwandaise à l’Université nationale du Rwanda
- Professeur de kinyarwanda à l’Institut pédagogique national
- Professeur d’histoire de la philosophie puis de cultures africaines au Grand Séminaire de Nyakibanda (dès 1971)
- En 1972, il est nommé professeur invité d’histoire de l’Afrique orientale à l’Université nationale du Zaïre (UNAZA), campus de Lubumbashi

En 1973, il met fin à ses fonctions de recteur pour se consacrer entièrement à la recherche et à l’enseignement universitaire.
Le 5 juillet 1975, il reçoit la médaille d’honneur de l’ordre national des Grands Lacs, au grade d’officier, en reconnaissance de sa contribution majeure à l’instruction des Rwandais à travers ses écrits, sa poésie et son engagement intellectuel.
Sa production scientifique et littéraire, rédigée en français et en kinyarwanda, compte environ 122 titres publiés, dont plusieurs ouvrages majeurs sur la philosophie bantu, l’histoire du Rwanda et la culture orale34.
Sa production scientifique et littéraire est d’environ 122 titres est en français. Il écrit aussi en kinyarwanda.

### Mort
Il meurt en 1981.

## Apport à l'historiographie et controverses
Bien qu’Alexis Kagame n’ait pas reçu de formation académique en histoire, il a joué un rôle central dans l’historiographie du Rwanda. Il est notamment à l’origine de la transcription et de la préservation d’une part importante du patrimoine oral royal, transmis par le collège des Abiru — les dépositaires de la tradition ésotérique de la monarchie rwandaise — auquel il appartenait avant l’abolition de la monarchie. Ce travail, consigné dans plusieurs de ses ouvrages, constitue aujourd’hui une source majeure pour l’étude de l’histoire précoloniale du Rwanda.
Cependant, le statut historiographique de Kagame fait l’objet de débats dans le milieu académique. La sociologue Claudine Vidal souligne l’ambiguïté de ce statut : à la suite des critiques méthodologiques formulées par l’historien Jan Vansina1, de nombreux chercheurs ne considèrent Kagame que comme un informateur privilégié, tandis que d'autres continuent de voir en lui un véritable historien.
Pour Claudine Vidal, ces deux positions extrêmes passent à côté de l’essentiel : elles ignorent à la fois les intentions intellectuelles propres à Kagame et la dimension politique et philosophique de son œuvre. Son travail s’inscrit en effet dans une démarche engagée de revalorisation de la culture rwandaise et d’affirmation d’une pensée africaine autonome, ce qui confère à son écriture une portée à la fois historique, idéologique et philosophique.

## Honneurs et distinctions professionnelles
1. Membre du groupe des experts indépendants auprès du Conseil de l'Europe. Strasbourg, France. 1947 - 1962.
2. Membre du conseil d'administration du Rwanda-Urundi. 1956.
3. Membre du comité scientifique international pour la rédaction d'une Histoire générale de l'Afrique (UNESCO). 1970
4. Décoré de l'ordre national des Grands Lacs. 1970
5. Elevé à la dignité de prélat par Son Éminence le Pape. 1981
6. Membre de l'Académie royale des sciences d'outre-mer (Bruxelles, Belgique).
7. Membre des sciences d'outre-mer (Paris, France).
8. Membre de l'association des Écrivains de la mer et de l'outre (Paris, France).
9. Membre de l'Institut international africain(Londres, Grande-Bretagne).
10. Membre de l'Institut international de Philosophie.
11. Membre de l'Institut international des civilisation différentes.
12. Chercheur associé de l'Institut national de recherche scientifique (Butare).
13. Membre de droit permanent du groupe d'études et de recherches de linguistique.
14. Prix de l'Institut national pour la préservation de la langue et de la culture (4 000 000 FRw). 3 novembre 2014

## Publications (Ouvrages)

### Histoire
1. Inganji Karinga, Karinga-le-triomphateur, t.1, Kabgayi, 1943, 106p. (2e édition en 1959)
2. Inganji Karinga, Karinga-le-triomphateur, t.2. Kabgayi, 1947, 128p. (2e édition en 1959)
3. Umwaduko w'Abazungu muri Afurika yo hagati - (L'arrivée des Européens en Afrique Centrale), Kabgayi, Editions Royales, 1947, 53p.
4. Les organisations socio-familiales de l'ancien Rwanda, Bruxelles, Académie des Sciences Coloniales, 1954,  355p. [lire en ligne (page consultée le 12/08/2023)]
5. Histoire du Rwanda, tome I, Leverville, Bibliothèque de l'Étoile, 1957, 27p.
6. Histoire du Rwanda, tome II, Leverville, Bibliothèque de l'Étoile, 1958, 33p.
7. Histoire du Rwanda, Leverville, Bibliothèque de l'Étoile, 1958, 61p.
8. Le code des institutions politiques du Rwanda précolonial, 1952, 135 p. [lire en ligne (page consultée le 12/08/2023)]
9. La notion de génération appliquée à la généalogie  dynastique et à l'histoire du Rwanda des Xe – XIe siècles à nos jours, Bruxelles, Académie royale des sciences coloniales, 1959, 117p. [lire en ligne (page consultée le 12/08/2023)]
10. L'histoire des armées bovines dans l'ancien Rwanda, Bruxelles, Académie royale des sciences d'Outre-Mer, 1961, 147p. [lire en ligne (page consultée le 12/08/2023)]
11. Les milices du Rwanda précolonial, Bruxelles, Académie royale des sciences d'Outre-Mer, 1963, 196p. [lire en ligne (page consultée le 12/08/2023)]
12. Le colonialisme face à la doctrine missionnaire à l'heure du Vatican II, Butare, 1963, 172p (texte polycopié).
13. Un abrégé de l'ethno-histoire du Rwanda, Butare, Editions Universitaires du Rwanda, 1972, 286p.
14. Un abrégé de l'histoire du Rwanda de 1853 à 1972, Butare, Editions Universitaires du Rwanda, 1975, 543p.

### Linguistique
1. La langue du Rwanda et du Burundi expliquée aux autochtones, Kabgayi, 1960, 252p.
2. Introduction à la conjugaison du verbe rwandais, Astrida, 1962. (texte polycopié).

### Philosophie
1. La philosophie bantu-rwandaise de l'Être, Bruxelles, Académie royale des sciences coloniales, 1955.
2. La philosophie bantu-rwandaise de l'Être, Bruxelles, Académie royale des sciences coloniales, 1956, 448p.
3. La philosophie bantu comparée, Unesco, Présence africaine, 1976, 336p.  (ISBN 2-7087-0331-5)

### Création littéraire
1. Matabaro ajya Iburayi - Le voyage de Matabaro en Europe (publié par tranches dans le journal Ikinyamateka-tshy-Abana), Kabgayi, juin 1938-mars 1947.
2. Icara nkumare irungu - Assieds toi que je te désennuie, Kabgayi, editions royales, 1947, 92p.
3. Isoko y'amajyambere I - La source du progrès, Kabgayi, Editions Morales, 1949, 72p.
4. Indyohesha-Birayi - Le relève-goût des pommes de terre, Kabgayi, Editions royales, 1949, 72p.
5. Iyo Wiriwe nta rungu - Où tu as passé la journée point d'ennui, Kabgayi, Editions Royales, 1949, 232p.
6. Isoko y'amajyambere II - La source du progrès II, Kabgayi, Editions Morales, 1950, 103p.
7. Isoko y'amajyambere III - La source du progrès III, Kabgayi, Editions Morales, 1950, 103p.

### Essais littéraires
1. La poésie dynastique au Rwanda, Bruxelles, Institut colonial belge, 240p. [lire en ligne (page consultée le 12/08/2023)]
2. Imigani y'imigenurano, Kabgayi, Editions royales, 1953, 162p. (1722 proverbes).
3. Introduction aux grands genres lyriques de l'ancien Rwanda, Butare, Editions Universitaires du Rwanda, 1979, 332p.

### Religion
1. Umulirimbyi wa Nyili-Ibiremwa, Igitaramo cya mbere: Kuva iteka ritagize intangiriro, kugeza kw'itsindwa ry'amashitani, Astrida, Editions Morales, 1950, 75p.
2. La Divine pastorale, Bruxelles, Editions du Marais, 1952, 109p.
3. Umulirimbyi wa Nyili-Ibiremwa, Igitaramo cya kabiri: Immana irema byose mu minsi itandatu, Kabgayi: editions Morales, 1953, 64p.
4. La Naissance de l'univers, Deuxième veillée du Chantre du Maître de la Création, Bruxelles, Editions du Marais, 1955, 85p.
5. Dictionnaire en Kinyarwanda (traduction de textes liturgiques)
6. Ijambo (traduction des épitres et des évangiles pour tous les dimanches et pour quelques fêtes), Kabgayi, 175p.
7. Le Missel romain en kinyarwanda, Butare 1965.
8. Amasomo ya za Misa zidasanganywe ayazo bwite. Imibyizi. 218p.
9. Isezerano rishya ry'Umwami wacu Yezu Kristu - Le Nouveau Testament de Notre Seigneur Jésus-Christ, Kabgayi, 1971, 868p.